# Comuna Daleșove, Horodenka
Daleșove (în ucraineană Далешове) este o comună în raionul Horodenka, regiunea Ivano-Frankivsk, Ucraina, formată din satele Daleșove (reședința), Dubka, Kolinkî și Repujînți.

## Demografie
Componența lingvistică a comunei Daleșove
     Ucraineană (99,71%)
     Alte limbi (0,16%)
Conform recensământului din 2001, majoritatea populației comunei Daleșove era vorbitoare de ucraineană (99,71%), existând în minoritate și vorbitori de alte limbi.